# Łuk okręgu

d – łuk, R – promień, 2c – cięciwa, t – strzałka, a=R-t

Łuk okręgu – część okręgu wyznaczona przez ramiona kąta środkowego tego okręgu. Dokładniej: część wspólna okręgu i pewnego kąta o wierzchołku w środku tego okręgu.

## Wzory
Długość łuku możemy obliczyć, korzystając ze wzoru
{\displaystyle d=\alpha \cdot R,}
gdzie {\displaystyle d} oznacza długość łuku, {\displaystyle \alpha } = miarę kąta środkowego, którego ramiona wyznaczają ten łuk, wyrażoną w radianach i {\displaystyle R} promień okręgu.
Jeśli {\displaystyle \alpha } jest miarą kąta środkowego wyrażoną w stopniach, to powyższy wzór przybiera postać:
{\displaystyle d={\frac {2\pi }{360^{\circ }}}\alpha R}